# Martiněves (Jílové)
Martiněves (německy Merzdorf) je vesnice a část města Jílové v okrese Děčín. Nachází se v údolí Jílovského potoka, asi dva kilometry severovýchodně od Jílového. Prochází zde silnice I/13. Martiněves leží v katastrálním území Martiněves u Děčína o rozloze 3,06 km².

## Historie
První písemná zmínka o vesnici pochází z roku 1455.

## Obyvatelstvo
Při sčítání lidu v roce 1921 ve vsi žilo 798 obyvatel (z toho 389 mužů), z nichž bylo dvanáct Čechoslováků, 769 Němců, jeden příslušník jiné národnosti a šestnáct cizinců. Většina (731 osob) se hlásila k římskokatolické církvi a kromě ní zde žilo 32 evangelíků, šest členů církve československé, pět židů, deset příslušníků nezjišťovaných církví a čtrnáct lidí bez vyznání. Podle sčítání lidu z roku 1930 měla vesnice 953 obyvatel: devatenáct Čechoslováků, 896 Němců, jeden příslušník jiné národnosti a 37 cizinců. Počet lidí bez vyznání vzrostl na 245, římských katolíků bylo 654, evangelíků čtyřicet, tři zástupce měla církev československá, dva byli židé a devět lidí se hlásilo k nezjišťovaným církvím.
|                                                                 | 1869 | 1880 | 1890 | 1900 | 1910 | 1921 | 1930 | 1950 | 1961 | 1970 | 1980 | 1991 | 2001 | 2011 |
| --------------------------------------------------------------- | ---- | ---- | ---- | ---- | ---- | ---- | ---- | ---- | ---- | ---- | ---- | ---- | ---- | ---- |
| Obyvatelé                                                       | 647  | 615  | 730  | 769  | 818  | 798  | 953  | 696  | 774  | 821  | 891  | 770  | 879  | 890  |
| Domy                                                            | 84   | 97   | 104  | 108  | 112  | 118  | 150  | 167  | —    | 142  | 144  | 134  | 154  | 164  |
| Počet domů z roku 1961 je zahrnut v domech místní části Jílové. |      |      |      |      |      |      |      |      |      |      |      |      |      |      |

## Pamětihodnosti
- Venkovská usedlost čp. 10
- Zemědělský dvůr čp. 26